# Mureck
Mureck (esloveno: “Cmurek”) es un municipio austriaco situado al sur de Estiria que hace frontera con Eslovenia.

## Historia
Fue llamada Mŏrekke en 1151 y fue el primero de muchos nombres: Murekke en 1181, Můrekke en 1183 y Muregk en 1500. El nombre es un compuesto de «Mur», que significa río y «ecke» que significa borde, doble, colina e incluso fortificación. Por tanto sería como decir la "cueva en el río Mura" o la "colina/fortificación en el río Mura".
El escudo de armas le fue otorgado el 14 de febrero de 1567 por el Archiduque Carlos II de Austria.

## Educación
Mureck es una ciudad universitaria, sus instituciones de educación y formación albergan a más de mil estudiantes por año. Tiene una escuela politécnica, un Instituto-Vivero Federal, una Escuela Superior para la Artesanía, la Escuela de Arte y un centro de educación especial.

## Energía
En 2001, la cooperativa de bioenergía de Estiria, el SEEG, ganó el Premio Mundial de Energía por los suministros de biocombustibles de la ciudad de Mureck. Sus logros fueron reconocidos con el Premio Europeo de Energía Solar de 2006. Durante la celebración de los veinte años de la bioenergía en la región, Mureck introdujo el modelo sustentable en el mundo con el «Primer Evento Internacional de Protección del Clima».
El sistema bioenergético de la ciudad fue el resultado de la colaboración de las empresas SEEG Mureck, Nahwärme Mureck y Ökostrom Mureck. Que conforman las tres compañías que conforman el «Círculo de Energía de Mureck».
La planta de energía biomasa y la planta de co-generación (CHP) son los corazones del sistema DH y son operadas por la empresa Nahwärme Mureck, la CHP provee la energía verde. El SEEG Mureck y dos granjas proveen de energía a 250 consumidores, que representan al 85% del total de Mureck.

## Cultura
De la Iglesia de Mureck se tienen registros en 1187 cuando es llamado el pastor Luithold a la misma. Alrededor de la iglesia había un cementerio que probablemente es la nave actual, sin los altares laterales. El suelo original es de ladrillo, que se remonta al gótico. En el año 1500 se quiso darle la forma de cruz, pero en 1532 los turcos destruyeron la iglesia y el mercado. En 1756 y 1768 fue reconstruida por haber sufrido incendios, y en 1780 con la nueva reconstrucción se le dio un estilo barroco. En 1852 la iglesia fue renovada se le colocaron placas de vidrio esmerilado.
El ayuntamiento de Murecker es el centro de la ciudad compuesto por tres pisos y con una torre de seis pisos. La emblemática torre es la representación de los derechos especiales de los ciudadanos y sólo tiene dos paralelos en el país: en Leoben y en Radkesburg. El frente de la torre, construido aproximadamente en 1666, tiene sobre la ventana el busto del Conde Stubenberg y, por encima de la cornisa, el retrato del emperador Leopoldo I de Habsburgo quién era el emperador reinante, sobre la virgen se encuentra el patrono San Miguel Arcángel. El campanario barroco es de 1737 y aún conserva la campana original.

## Turismo
El Schiffmühle Murecker es un molino anclado en el río Mura y es uno de los últimos molinos flotantes de Europa Central. Durante años los agricultores de los pueblos vecinos, llamados “Mahlgäste”, acarrearon sus granos para molerlos o triturarlos allí.
En 2004, el Schiffmühle Murecker estuvo al borde de la destrucción por causa de una inundación y fue restaurado. En 2006 fue nuevamente dañado pero esta vez por las fuertes heladas. Incluso en la actualidad el molino continua funcionando con dos muelas de piedra. Dentro de la cocina de la nave, se puede disfrutar de comidas típicas de Estiria, con especialidades acordes a la temporada y productos locales.

## Imágenes
|                       |
| Bürgerhaus de Mureck. |

|                              |
| Estatua de Johannes Nepomuk. |

|                                       |
| Schiffmühle Murecker vista de frente. |

|                                     |
| Schiffmühle Murecker vista lateral. |

|                                    |
| El ayuntamiento visto desde lejos. |

|                     |
| Río Mura en Mureck. |